# Vasco Peloni
Vasco Peloni (Firenze, 1917 – Campagna italiana di Grecia, 29 novembre 1940) è stato un militare italiano insignito della medaglia d'oro al valor militare alla memoria nel corso della seconda guerra mondiale.

## Biografia
Nacque a Firenze nel 1917, figlio di Romildo e Ugolina Bertolini. Iscritto al quarto anno nella facoltà di scienze economiche presso l'Università di Firenze, nel novembre 1937 venne arruolato nel Regio Esercito ed ammesso a frequentare il corso allievi ufficiali ufficiali di complemento nel 34º Reggimento fanteria "Livorno", venendo nominato aspirante nel luglio 1938, destinato a prestare servizio presso l'83º Reggimento fanteria "Venezia". Divenuto sottotenente dall'ottobre successivo, fu posto in congedo nel febbraio 1939. Richiamato in servizio attivo il 18 aprile successivo, riprese servizio nell'83º Reggimento fanteria mobilitato con il quale una settimana dopo, partì per l'Albania. Dal 28 ottobre 1940 prese parte alle operazioni di guerra sul fronte greco-albanese e, disperso nel combattimento del 29 novembre 1940, ne venne ritrovata la salma soltanto il 26 maggio 1941. In quell'anno l'università di Firenze gli conferì la laurea ad honorem, e fu poi insignito della medaglia d'oro al valor militare alla memoria.